# バルセロナ包囲戦 (1713年-1714年)
第3次バルセロナ包囲戦（カタルーニャ語：Setge de Barcelona）は、1713年7月25日から1714年9月11日までスペイン（実質的にはカスティーリャ王国が母体）・フランス連合軍がカタルーニャの首都バルセロナを包囲・攻め落とした戦いである。この戦いがスペイン継承戦争最後の戦いであり、スペイン全土を平定したフェリペ5世が、名実ともに統一スペイン王国の国王となった。
1705年の第1次バルセロナ包囲戦でイングランド・ポルトガル同盟軍がバルセロナを陥落させてからはカタルーニャはフェリペ5世とスペイン王位を争ったカール大公の根拠地となり、同盟軍は1706年の第2次バルセロナ包囲戦でスペイン軍の包囲を持ちこたえ逆にマドリードを落とした。しかし、すぐにフェリペ5世に奪還されて仕切り直しになっただけでなく1707年のアルマンサの戦いでスペイン・フランス連合軍に大敗してからは劣勢となり、アラゴン・バレンシアがスペイン軍に制圧、残されたカタルーニャもバルセロナ周辺しか保てなくなっていた。
1711年にカール大公が神聖ローマ皇帝カール6世に即位してドイツへ戻ると同盟軍がスペインとオーストリアの合邦を恐れ和睦に動き、1713年にユトレヒト条約を締結、カタルーニャの同盟軍も引き上げバルセロナは孤立無援となった。にも拘らずバルセロナ市民は抵抗を続け、7月25日にスペイン軍が包囲したが砲兵の不足で落とせず戦闘は長引いた。
1714年にオーストリアとフランスがラシュタット条約を調印するとフランスが4月から5月に2万の援軍を送り、援軍の指揮官ベリック公が包囲を受け持ち攻撃、8月30日に市内へ入城してバルセロナ側の敗北が決まり、9月11日にバルセロナは降伏してカタルーニャは平定された。フェリペ5世は戦後スペインを中央集権国家に作り変えることを目指し、新国家基本法で反抗したアラゴン・バレンシア・カタルーニャの自治権を取り上げ、カタルーニャ語の禁止、大学の廃止などカタルーニャは閉塞を強いられていった。陥落の9月11日はカタルーニャの記念日（カタルーニャの日）となっている。